# Giro di chiglia

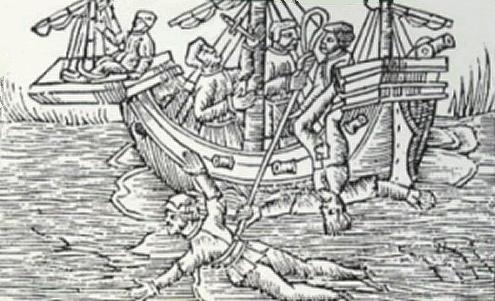
Il giro di chiglia in una incisione inglese del XVI secolo.

Nella tradizione marinara, il giro di chiglia era una punizione cui venivano sottoposti i marinai rei di infrazioni gravi, come ad esempio codardia verso il nemico o ammutinamento. Era comminata anche a pirati e a comandanti negligenti o che avessero causato danni per imperizia commesse durante la navigazione.

## Descrizione
Consisteva nel legare il colpevole ad una cima che dal parapetto su un lato della nave raggiungeva l'altro lato passando appunto sotto la chiglia. Il punito doveva quindi resistere in apnea all'immersione forzata, tirato dagli altri marinai, strisciando lungo la carena, eventualmente ricoperta di denti di cane ed altre concrezioni. La velocità di trascinamento era influente sul tipo di sofferenza, in quanto con un tiraggio troppo veloce il condannato si sarebbe strofinato violentemente contro le dette taglienti concrezioni, mentre con un tiraggio troppo lento rischiava l'annegamento. Il rischio di morte era assai elevato, ed anzi alcuni autori hanno intravisto in questa punizione una sorta di pena di morte sui generis.
Il giro di chiglia fu espressamente previsto nei codici della navigazione della marina olandese dal 1560 al 1853, quando fu definitivamente abolito. Il termine della lingua olandese con cui è definito, kielhalen ("trascinare lungo la chiglia"), è fonte etimologica anche per il corrispondente keelhauling della lingua inglese e per il kielholen della lingua tedesca. Anche nella marina inglese l'istituto fu di qualche diffusione, sebbene non ufficialmente; secondo alcuni autori sarebbe addirittura nato con le grandi navi inglesi del XVI secolo e sarebbe stato vietato nel 1720, mentre secondo altri sarebbe nato al tempo dei Romani, quando si diffusero le galee. L'uso è attestato anche in Francia.
Contro la pratica negli Stati Uniti di questa punizione, considerata un barbarismo inglese, contribuì l'allora neolaureato e futuro presidente degli Stati Uniti John Adams, con l'opera scritta nel 1755 Articles of war.